# Ottorino Pomilio
Ottorino Pomilio (Chieti, 8 ottobre 1887 – Roma, 3 gennaio 1957) è stato un ingegnere aeronautico ed imprenditore italiano, fondatore, nel 1916-17, dell'omonima azienda Fabbrica Aeroplani Ing. O. Pomilio attiva nel ramo dell'aeronautica militare.

## Biografia
Ottorino Pomilio nacque a Chieti, l'8 ottobre 1887. Dopo i primi studi si laurea in ingegneria a Napoli nel 1911. Attratto dagli inizi dell'aeronautica, frequenta la Scuola Superiore di aeronautica di Parigi dove si laurea ingegnere di costruzioni aeronautiche.

Pilota esperto compiendo raid e conseguendo primati, nel 1913 stabilisce il primato italiano di altezza con il co-pilota Pettazzi.
Tenente del Regio Esercito, nel maggio del 1916 in pieno svolgimento della prima guerra mondiale fonda e dirige a Torino la "Società Anonima per Costruzioni Aeronautiche ing. Ottorino Pomilio & C.", una delle prime aziende aeronautiche italiane e tra le più importanti dell'epoca pionieristica (passata poi alla FIAT).

L'Esercito gli assegna un importante collaboratore, abruzzese come lui, l'allora tenente di complemento Corradino D'Ascanio, un altro importante pioniere italiano dell'aviazione. D'Ascanio collabora alla progettazione di aerei da caccia e bombardamento che poi fronteggiarono l'aviazione austriaca dopo la disfatta di Caporetto e gli cede il brevetto n.32500 del 30 giugno 1916 del "clinometro universale automatico per aeroplani", un precursore della strumentazione aeronautica necessaria per conoscere l'angolo di beccheggio e di rollio di un aereo.
Diventato ormai una delle autorità mondiali nel campo dell'aeronautica, nel 1918 viene invitato dal governo statunitense per contribuire al proprio programma aeronautico. Fonda, insieme con i fratelli Ernesto e Alessandro, a Indianapolis (Indiana) la Pomilio Brothers Corporation per la produzione di caccia e bombardieri. Nel 1919 scrive un trattato sulla progettazione e costruzione di velivoli.
Successivamente si dedica con il fratello Umberto alla produzione di cellulosa con processo al cloro applicato ai vegetali ("metodo Pomilio") costruendo dal 1935 impianti in Italia (Foggia, Chieti, Mantova, Cuneo, Capua) e all'estero. L'impianto di cellulosa di Chieti si trovava presso lo Scalo lungo la via Tiburtina Valeria, inaugurato nel 1938; per l'occasione  fu costruito un sobborgo operaio nominato Villaggio Celdit. La fabbrica in crisi fu chiusa e demolita nel 2008, e vi fu costruito il moderno edificio della Camera di Commercio Chieti-Pescara.

I fratelli Pomilio hanno inaugurato una dinastia familiare di innovativi imprenditori in svariati ambiti e di atleti nella pallacanestro, pallanuoto ed atletica leggera.
Ottorino Pomilio morì a Roma il 3 gennaio 1957.